# ホノルル・シティ・ライツ
『ホノルル・シティ・ライツ』(Honolulu City Lights)は、ハワイの歌手ケオラ・ビーマーの楽曲で、1986年にカーペンターズによるカバー・シングルが発表された。カーペンターズのバージョンは1978年頃に録音された。

## シャーリー・カーンのカバー
「ホノルル・シティ・ライツ」（英語: Honolulu City Lights）は、香港出身の歌手シャーリー・カーンの日本における2枚目の日本語の3インチ・マキシ・シングル。1990年7月21日にアポロン音楽工業からリリースされた。

## 収録曲
| #  | タイトル                                                       | 作詞 | 作曲・編曲 |
| -- | -------------------------------------------------------------- | ---- | ---------- |
| 1. | 「ホノルル・シティ・ライツ」(フォード「フェスティバ」CMソング) |      |            |
| 2. | 「ホノルル・シティ・ライツ」(英語ヴァージョン)                 |      |            |